# ميكائيل لوندبيرغ
ميكائيل لوندبيرغ (بالسويدية: Mikael Lundberg)‏ هو لاعب غولف سويدي، ولد في 13 أغسطس 1973 في هلسينغبورغ في السويد.

## وصلات خارجية
- ميكائيل لوندبيرغ على موقع رابطة أوروبا للاعبي الغولف المحترفين (الإنجليزية)
- ميكائيل لوندبيرغ على موقع التصنيف العالمي الرسمي للغولف (الإنجليزية)